# Targówek
Targówek è una frazione di Varsavia, situato nella parte settentrionale della città.
Targówek è divisa in due parti: quella residenziale e quella industriale. Il 30% della superficie della zona è occupato da giardini, come Lasek Bródnowski, Parco Bródnowski e Parco Wiecha (nella parte orientale della frazione). Tra il 1994 e il 2002 Targówek è stata un comune indipendente.
Targówek confina con Praga Północ ad ovest, con Białołęka a nord, con Rembertów, Ząbki e Marki a est e con Praga Południe a sud.